# Elatine fassettiana
Elatine fassettiana là một loài thực vật có hoa trong họ Elatinaceae. Loài này được Steyerm. mô tả khoa học đầu tiên năm 1952.